# Furingstads socken
Furingstads socken i Östergötland ingick i Lösings härad, ingår sedan 1974 i Norrköpings kommun och motsvarar från 2016 Furingstads distrikt.
Socknens areal är 18,90 kvadratkilometer allt land. År 2000 fanns här 285 invånare. Kyrkbyn Furingstad med sockenkyrkan Furingstads kyrka ligger i denna socken. 

## Administrativ historik
Furingstads socken har medeltida ursprung. 
Vid kommunreformen 1862 övergick socknens ansvar för de kyrkliga frågorna till Furingstads församling och för de borgerliga frågorna till Furingstads landskommun.  Landskommunen inkorporerades 1952 i Västra Vikbolandets landskommun som 1967 uppgick i Vikbolandets landskommun och sedan 1974 ingår i Norrköpings kommun. Församlingen uppgick 2008 i Västra Vikbolandets församling.
1 januari 2016 inrättades distriktet Furingstad, med samma omfattning som församlingen hade 1999/2000.  
Socknen har tillhört samma fögderier och domsagor som Lösings härad. De indelta soldaterna tillhörde  Första livgrenadjärregementet, Östanstångs kompani och Andra livgrenadjärregementet, Liv-kompaniet. De indelta båtsmännen tillhörde Östergötlands båtsmanskompani.

## Geografi
Furingstads socken ligger öster om Norrköping på Vikbolandet. Socknen är en slättbygd med några smärre kullar.

## Fornlämningar

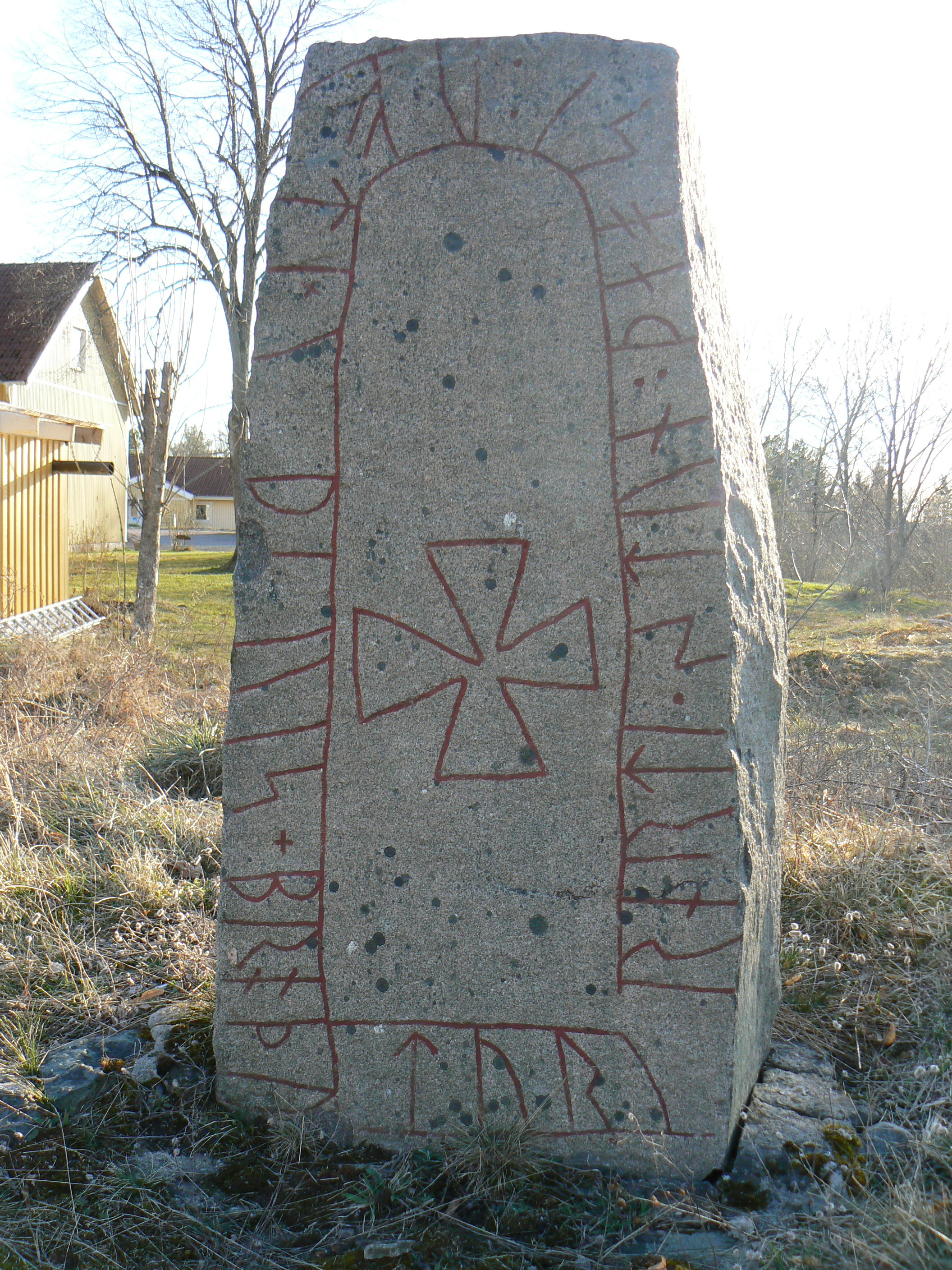
Östergötlands runinskrifter 151 vid kyrkan.

Kända från socknen är två större gravrösen, skärvstenshögar och stensättningar från bronsåldern samt 18 gravfält, stensträngar och två fornborgar från järnåldern. Sex runristningar är kända, varav fyra vid kyrkan.

## Namnet
Namnet (1352 Furungxstatha) kommer från kyrkbyn. Förleden anses vara ett mansnamn Furunga, i sig baserat på fur(a). Efterleden är  sta(d), 'ställe'.

### Fotnoter
1. 1 2  Svensk Uppslagsbok andra upplagan 1947–1955: Furingstad socken
2. 1 2  Harlén, Hans; Harlén Eivy (2003). Sverige från A till Ö: geografisk-historisk uppslagsbok. Stockholm: Kommentus. Libris 9337075. ISBN 91-7345-139-8
3. ↑  Harlén, Hans; Harlén Eivy (2003). Sverige från A till Ö: geografisk-historisk uppslagsbok. Stockholm: Kommentus. Libris 9337075. ISBN 91-7345-139-8
4. ↑  ”Församlingar”. Statistiska centralbyrån. https://www.scb.se/hitta-statistik/regional-statistik-och-kartor/regionala-indelningar/forsamlingar/. Läst 30 december 2022.
5. ↑  Administrativ historik för Furingstad socken (Klicka på församlingsposten). Källa: Nationella arkivdatabasen, Riksarkivet.
6. ↑  Om Östergötlands båtsmanskompani
7. ↑  ”Karta över Lösings härad från 1868”. Arkiverad från originalet den 3 oktober 2017. https://web.archive.org/web/20171003142559/http://kartavdelningen.sub.su.se/images/Ek/E/E-Losing/openlayers.html. Läst 13 april 2018.
8. 1 2  Sjögren, Otto (1931). Sverige geografisk beskrivning del 2 Östergötlands, Jönköpings, Kronobergs, Kalmar och Gotlands län. Stockholm: Wahlström & Widstrand. Libris 9939
9. 1 2  Nationalencyklopedin
10. ↑  Fornlämningar, Statens historiska museum: Furingstads socken
11. ↑  Fornminnesregistret, Riksantikvarieämbetet: Furingstads socken Fornminnen i socknen erhålls på kartan genom att skriva in sockennamn (utan "socken") i "Ange geografiskt område"
12. ↑  Mats Wahlberg, red (2003). Svenskt ortnamnslexikon. Uppsala: Institutet för språk och folkminnen. Libris 8998039. ISBN 91-7229-020-X. https://isof.diva-portal.org/smash/get/diva2:1175717/FULLTEXT02.pdf